# シスターズ (2006年の映画)
『シスターズ』（Sisters）は、2006年公開のアメリカ映画。この映画は配給時にトラブルがあり、アメリカ合衆国での劇場公開はできなかったが、2008年3月11日にDVDがリリースされた。
なお、日本では2008年2月23日に公開された。
ブライアン・デ・パルマ監督作品『悪魔のシスター』（1972年）のリメイク。

## ストーリー
ジャーナリストのグレース・コリエは、小児病院での不審死の調査に訪れるが、フィリップ・ラカン医師に追い出される。
その日、ボランティアとして病院を訪れていた医師のウォレスは、ラカン医師の助手であるアンジェリークが切実に医師から解放されたいと望む現場を目撃し、彼女を解放する。
その夜、アンジェリークは自室でウォレスに身の上話をし、心を許した。だが、翌朝ラカンの部屋に侵入していたグレースがその部屋に監視カメラが仕掛けられていたことを発見し、そのカメラにはウォレスがアンジェリークの双子の姉・アナベルに殺される様子が映っていた。
グレースは警察に通報し、一緒に現場に来てもらったが、現場には何もなく、2人の姿もなかった。
独自調査を開始したグレースは、アンジェリークの心優しい一面に触れつつも、アナベルとアンジェリークの過去に近づいて行った。

## キャスト
- クロエ・セヴィニー：グレース・コリエ
- スティーヴン・レイ：フィリップ・カラン医師
- ルー・ドワイヨン：アンジェリーク、アナベル
- ウィリアム・B・デイヴィス：ブライアント
- ガブリエル・ローズ：メルセデス・ケント
- ダグラス・ロバーツ：ディラン・ロバーツ
- JR・ボーン：ラリー・フランクリン

## スタッフ
- 監督：ダグラス・バック
- 製作：エドワード・R・プレスマン、アレッサンドロ・ケイモン、キャシー・ゲスアルド
- 製作総指揮：ドン・スター、リー・ソロモン、ラリー・フェセンデン、スティーヴン・ベラフォンテ、カーク・ショウ
- 脚本：ダグラス・バック、 ジョン・フレイタス
- 撮影：ジョン・キャンベル
- プロダクションデザイン：トロイ・ハンセン
- 衣装デザイン：カレン・ミュニス
- 編集：オマー・デアー
- 音楽：エドワード・ジュバク、デヴィッド・クリスチャン